# Henrik Gustafsson
Henrik Anders „Henka” Gustafsson (ur. 14 sierpnia 1970 w Örebro) – szwedzki żużlowiec, mistrz świata w parach oraz w drużynie.
Gustafsson uczestniczył w czterech finałach IMŚ. Startował 41 razy w turniejach Grand Prix. Trzy razy stanął na podium, nigdy nie wygrał żadnego turnieju. Dwukrotny finalista IMŚJ – wicemistrz świata z Slaný w roku 1988. Został powołany siedem razy na DMŚ – dwa razy zdobył złote medale. Trzy razy brał udział w finałach MŚP, mistrzostwo świata zdobywając w duńskim Vojens wraz z Perem Jonssonem i Tony Rickardssonem w roku 1993. Trzykrotny finalista IMŚ na długim torze. 16 razy był w finałach IM Szwecji – po 2 złote, srebrne i brązowe medali. Czterokrotny młodzieżowy mistrz Szwecji – 1986, 1987, 1988, 1989. Przez całą karierę związany z Indianerną Kumlą, gdzie spędził 23 lata.
W rozgrywkach z cyklu Drużynowych Mistrzostw Polski startował od 1992 r., reprezentując kluby Apatora Toruń (1992), Sparty Wrocław (1993), Morawskiego Zielona Góra (1994), Polonii Bydgoszcz (1995–2001), Wybrzeża Gdańsk (2002), Gwardii Warszawa (2003), Kolejarza Rawicz (2008) oraz Orła Łódź. W swoim dorobku posiada 7 medali DMP: cztery złote (1993, 1997, 1998, 2000) oraz trzy brązowe (1992, 1995, 2001).
Przed sezonem 2012 poinformował o zakończeniu kariery sportowej. 
Jego syn, Simon, również był żużlowcem.

## Mistrzostwa świata

### Miejsca na podium
| Nr | Dzień       | Rok  | Nazwa              | Miejscowość | Tor                                            | Miejsce | Punkty | Biegi         | Zwycięzca     |
| -- | ----------- | ---- | ------------------ | ----------- | ---------------------------------------------- | ------- | ------ | ------------- | ------------- |
| 1. | 6 lipca     | 1996 | Grand Prix Niemiec | Pocking     | Rottalstadion                                  | 3.      | 18     | (2,2,3,3,2,1) | Hans Nielsen  |
| 2. | 10 sierpnia | 1996 | Grand Prix Szwecji | Linköping   | Motorstadium                                   | 2.      | 20     | (3,3,3,2,2,2) | Billy Hamill  |
| 3. | 5 maja      | 2001 | Grand Prix Niemiec | Berlin      | Friedrich-Ludwig-Jahn-Sportpark (sztuczny tor) | 2.      | 20     | (3,3,3,3,2,2) | Tomasz Gollob |

#### Punkty w poszczególnych zawodachGrand Prix
| Sezon | Numer | 1      | 2      | 3      | 4      | 5         | 6      | Msc. | Pkt. |
| ----- | ----- | ------ | ------ | ------ | ------ | --------- | ------ | ---- | ---- |
| 1995  | 7     | POL 12 | AUT 15 | DEU 15 | SWE 8  | DNK 7     | GBR 16 | 8    | 73   |
| 1996  | 8     | POL 14 | ITA 4  | DEU 18 | SWE 20 | GBR 11    | DNK 13 | 5    | 80   |
| 1997  | 5     | CZE 14 | SWE 3  | DEU –  | GBR 1  | POL 2     | DNK –  | 15   | 20   |
| 1998  | 19    | CZE 8  | DEU 15 | DNK 6  | GBR 6  | SWE 2     | POL 6  | 15   | 43   |
| 1999  | 15    | CZE 5  | SWE 2  | POL 7  | GBR 4  | POL II 10 | DNK 7  | 17   | 35   |
| 2000  | 15    | CZE 8  | SWE 4  | POL 2  | GBR 5  | DNK 10    | EUR 10 | 14   | 39   |
| 2001  | 25    | DEU 20 | GBR 3  | DNK 2  | CZE 3  | POL 2     | SWE 3  | 17   | 33   |

| Statystyki        | Statystyki |
| ----------------- | ---------- |
| Starty            | 40         |
| Zwycięstwa        | 0          |
| Miejsca na podium | 3          |
| Finalista         | 4          |
| Punkty            | 323        |

## Osiągnięcia
Indywidualne Mistrzostwa Świata
- 1990 –  Bradford – 6. miejsce – 9 pkt. → wyniki
- 1992 –  Wrocław – 5. miejsce – 9 pkt. → wyniki
- 1993 –  Pocking – 4. miejsce – 10 pkt. → wyniki
- 1994 –  Vojens – 7. miejsce – 9 pkt. → wyniki
- 1995 – 6 rund - 8. miejsce – 73+3 pkt. → wyniki
- 1996 – 6 rund - 5. miejsce – 80 pkt. → wyniki
- 1997 – 5 rund - 15. miejsce – 20 pkt. → wyniki
- 1998 – 6 rund - 15. miejsce – 43 pkt. → wyniki
- 1999 – 6 rund - 17. miejsce – 35 pkt. → wyniki
- 2000 – 6 rund - 14. miejsce – 39 pkt. → wyniki
- 2001 – 6 rund - 17. miejsce – 33 pkt. → wyniki

Indywidualne Mistrzostwa Świata Juniorów
- 1988 –  Slaný – 2. miejsce – 11+3 pkt. → wyniki
- 1989 –  Lonigo – 4. miejsce – 11 pkt. → wyniki

Drużynowe Mistrzostwa Świata
- 1988 –  Long Beach – 3. miejsce – 4 pkt. → wyniki
- 1991 –  Vojens – 2. miejsce – 7 pkt. → wyniki
- 1992 –  Kumla – 2. miejsce – 12 pkt. → wyniki
- 1993 –  Coventry – 3. miejsce – 6 pkt. → wyniki
- 1994 –  Brokstedt – 1. miejsce – 11 pkt. → wyniki
- 1995 –  Bydgoszcz – 4. miejsce – 4 pkt. → wyniki
- 2000 –  Coventry – 1. miejsce – 10 pkt. → wyniki

Mistrzostwa Świata Par
- 1991 –  Poznań – 2. miejsce – 9 pkt. → wyniki
- 1992 –  Lonigo – 3. miejsce – 8 pkt. → wyniki
- 1993 –  Vojens – 1. miejsce – 6 pkt. → wyniki

Indywidualne Mistrzostwa Świata na długim torze
- 1992 –  Pfarrkirchen – 7. miejsce – 11 pkt. → wyniki
- 1993 –  Mühldorf – 9. miejsce – 9 pkt. → wyniki
- 1994 –  Mariańskie Łaźnie – 11. miejsce – 9 pkt. → wyniki

Indywidualne Mistrzostwa Szwecji
- 1987 – Göteborg – 16. miejsce – 1 pkt → wyniki
- 1990 – Sztokholm – 16. miejsce – 0 pkt → wyniki
- 1991 – Västervik – 8. miejsce – 8 pkt → wyniki
- 1992 – Mariestad – 8. miejsce – 7 pkt → wyniki
- 1993 – Linköping – 3. miejsce – 12 pkt → wyniki
- 1994 – Västervik – 2. miejsce – 12 pkt → wyniki
- 1995 – Kumla – 1. miejsce – 14 pkt → wyniki
- 1996 – Hallstavik – 3. miejsce – 12 pkt → wyniki
- 1997 – Vetlanda – 2. miejsce – 12 pkt → wyniki
- 1998 – Hagfors – 5. miejsce – 11 pkt → wyniki
- 1999 – Norrköping – 12. miejsce – 5 pkt → wyniki
- 2000 – Målilla – 1. miejsce – 15 pkt → wyniki
- 2001 – Avesta – 14. miejsce – 3 pkt → wyniki
- 2002 – Eskilstuna – 8. miejsce – 7 pkt → wyniki
- 2003 – Eskilstuna – 13. miejsce → wyniki
- 2005 – Vetlanda – 16. miejsce – 0 pkt → wyniki

Młodzieżowe Indywidualne Mistrzostwa Szwecji
- 1986 – Hallstavik – 1. miejsce – 14 pkt → wyniki
- 1987 – Avesta – 1. miejsce – 15 pkt → wyniki
- 1988 – Mariestad – 1. miejsce – 15 pkt → wyniki
- 1989 – Kumla – 1. miejsce – 14 pkt → wyniki